# Декерменджи, Михаил Дмитриевич
Михаи́л Дми́триевич Декерме́нджи (27 января 1922, с. Максимовка Донецкой области — 24 мая 1971, Киев) — украинский советский скульптор-монументалист.
У 1950 году окончил Киевский художественный институт, работал в стиле станковой и монументальной скульптуры.

## Творчество
- «Механизатор» (оргстекло, 1952)
- памятник Артёму в г. Артёмовске (в соавторстве с А. А. Шапраном, бронза, гранит, 1959; демонтирован в 2015[1])
- статуя В. И. Ленина на станции метро «Университет»[2] (оргстекло, 1960, демонтирована в 1992 году, не сохранилась)
- скульптурный портрет дважды Героя Социалистического Труда А. Гиталова (оргстекло, 1963)
- мемориальная доска Остапу Вишне в Киеве (гранит, бронза; барельеф; скульптор М. Д. Декерменджи, архитектор И. Л. Шмульсон, 1957)
- бюст В. Короленко для Литературно-мемориального музея В. Г. Короленко в Полтаве[3] (мрамор, 1962, совместно со скульптором А. А. Шапраном)
- надгробный памятник Остапу Вишне на Байковом кладбище в Киеве (гранит; скульптор М. Д. Декерменджи, архитектор Я. Ф. Ковбаса; 1966)
- «В солдатах» (стеклоцемент, в соавторстве с Н. А. Красотиным, 1964)
- «Богдан Хмельницкий» (гипс, 1967)
- мемориальная доска Ярославу Гашеку в Киеве (мрамор; барельеф; скульптор М. Д. Декерменджи, архитектор П. Е. Захарченко, 1970)

## Изображения

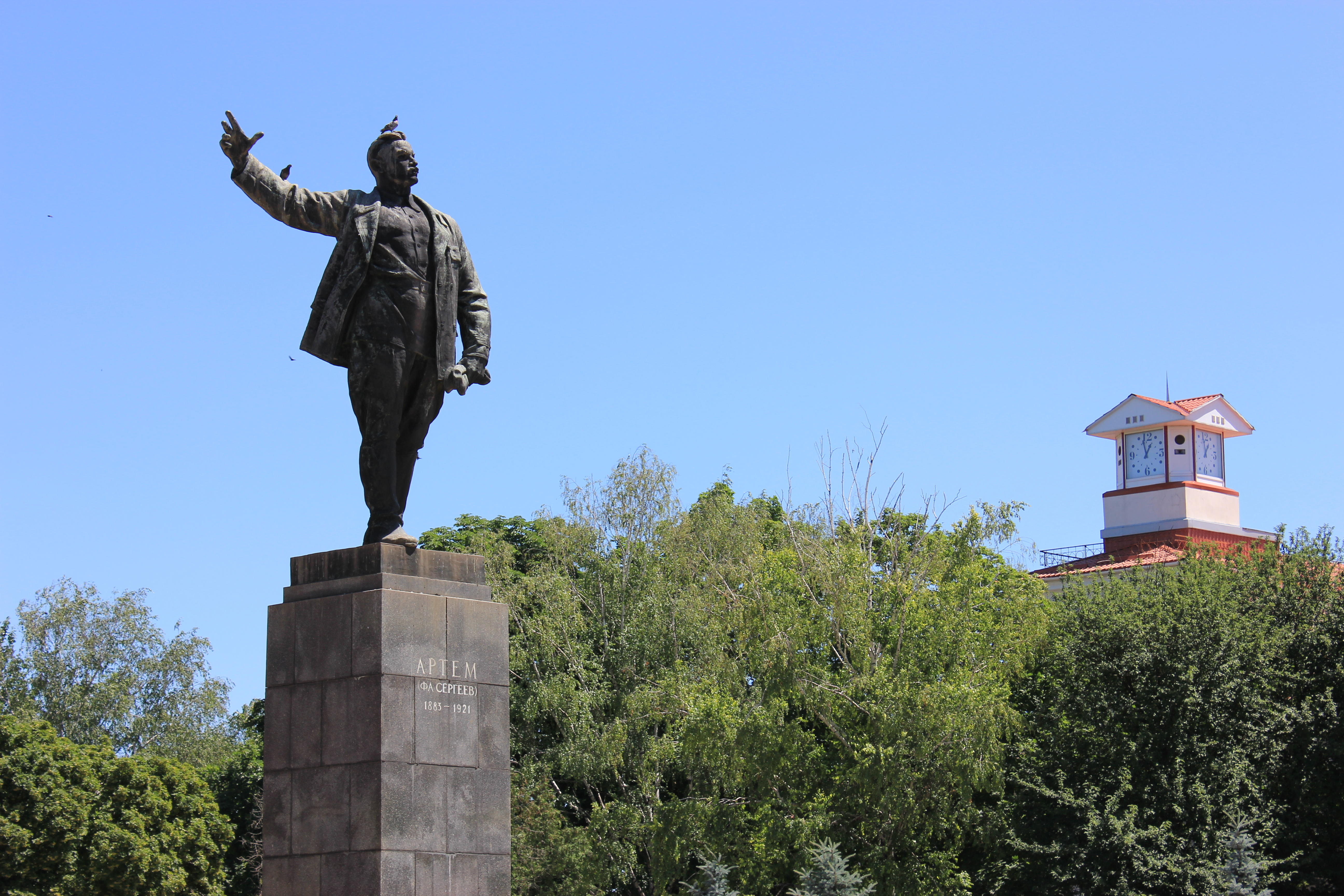
Памятник Артёму в Артёмовске